# Olaf Hampel
Olaf Hampel   (Bielefeld, 1 de novembre de 1965) és un pilot de bob alemany, ja retirat, que va competir durant les dècades de 1980 i 1990.
El 1988 va prendre part en els Jocs Olímpics d'Hivern de Calgary, on fou catorzè en la prova de bobs a quatre del programa de bob. Sis anys més tard, als Jocs de Lillehammer, guanyà la medalla d'or en la mateixa prova. Formà equip amb Karsten Brannasch, Harald Czudaj i Alexander Szelig. El 1998, a Nagano, disputà els seus tercers i darrers Jocs Olímpics, revalidant la medalla d'or en la prova del bobs a quatre, aquesta vegada formant equip amb Christoph Langen, Markus Zimmermann i Marco Jakobs.
En el seu palmarès també destaquen dues medalles d'or al Campionat del món de bob, el 1996 i 1996. Al Campionat d'Europa de bob guanyà sis medalles, dues d'or, dues de plata i dues de bronze entre el 1991 i el 1999.